# Kamieńczyn
Kamieńczyn – osada w Polsce położona w województwie pomorskim, w powiecie bytowskim, w gminie Borzytuchom.
Opodal osady  położonej na Kamienicą, usytuowane jest Uroczysko Kamieńczyn, osada wchodzi w skład sołectwa Jutrzenka.
W latach 1975–1998 miejscowość administracyjnie należała do województwa słupskiego.